# Bay of Quendale
Bay of Quendale är en vik i Storbritannien.   Den ligger i kommunen Shetlandsöarna och riksdelen Skottland, i den norra delen av landet, 900 km norr om huvudstaden London.